# Shirley (Nueva York)
Shirley es un lugar designado por el censo (o aldea) ubicado en el condado de Suffolk en el estado estadounidense de Nueva York. En el año 2000 tenía una población de 26.395 habitantes y una densidad poblacional de 888,3 personas por km².

## Geografía
Shirley se encuentra ubicada en las coordenadas 40°47′49″N 72°52′16″O / 40.79694, -72.87111. Según la Oficina del Censo, la ciudad tiene un área total de 29,7 km² (11,5 mi²), de la cual 28,8 km² (11,1 mi²) es tierra y 0 km² (0 mi²) (2.88%) es agua.

## Demografía
Según la Oficina del Censo en 2000 los ingresos medios por hogar en la localidad eran de $57,294, y los ingresos medios por familia eran $58,146. Los hombres tenían unos ingresos medios de $41,525 frente a los $29,701 para las mujeres. La renta per cápita para la localidad era de $18,870. Alrededor del 7.8% de la población estaban por debajo del umbral de pobreza.